# Ладжана
Ладжана (груз. ლაჯანა) — село в Грузії.
За даними перепису населення 2014 року в селі проживає 289 осіб.